# Pseudaletis arrhon
Pseudaletis arrhon is een vlinder uit de familie van de Lycaenidae. De wetenschappelijke naam van de soort is voor het eerst geldig gepubliceerd in 1913 door Druce.